# Parafia Niepokalanego Poczęcia Najświętszej Maryi Panny w Turkowicach
Parafia Niepokalanego Serca Najświętszej Maryi Panny w Turkowicach – parafia rzymskokatolicka znajdująca się w dekanacie Tyszowce, w diecezji zamojsko-lubaczowskiej. 
Parafia erygowana została dnia 1 maja 1939 roku dekretem biskupa lubelskiego, Mariana Fulmana. 
Do parafii należą wierni z następujących miejscowości: Adelina, Malice, Wronowice, Turkowice.
Liczba parafian: 1100.